# Meteorus ornatus
Meteorus ornatus är en stekelart som beskrevs av De Saeger 1946. Meteorus ornatus ingår i släktet Meteorus och familjen bracksteklar. Inga underarter finns listade i Catalogue of Life.